# Nariz aguileña

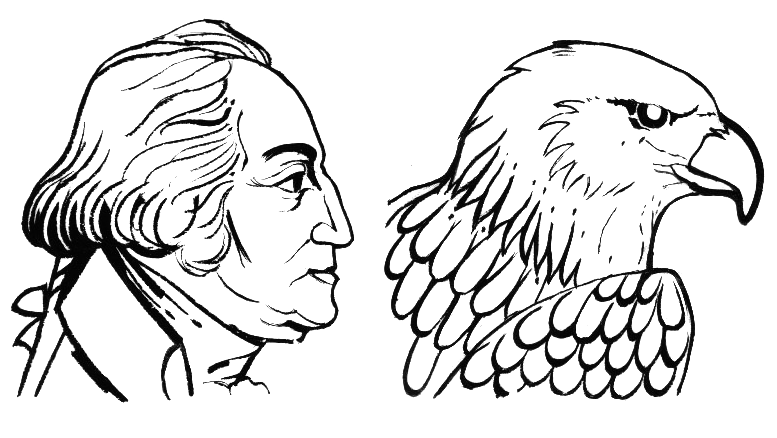
Un perfil nasal "aguileño"

Una nariz aguileña (también llamada nariz de gancho) es una nariz humana con un puente prominente que le da la apariencia de estar curvada o ligeramente doblada. La palabra aquilina proviene de la palabra latina aquilinus ("similar a un águila"), que es una clara alusión al pico curvo de un águila. Si bien algunos han atribuido la nariz aguileña a grupos étnicos, raciales o geográficos específicos, y en algunos casos la han asociado con otras supuestas características no físicas (por ejemplo la inteligencia, estatus, y personalidad), no hay estudios científicos o la evidencia respalda cualquier vínculo de este tipo. Como ocurre con muchas otras expresiones fenotípicas (por ejemplo, "pico de viuda", color de ojos, tipo de cerumen), se encuentra en muchas poblaciones geográficamente diversas.

## Distribución
Aunque la nariz aguileña se encuentra entre personas de casi todas las áreas del mundo, generalmente se asocia y se cree que es más frecuente en ciertos grupos étnicos originarios del sur de Europa, los Balcanes, el Cáucaso, Asia del Sur, el Medio Oriente, África del Norte, Asia Central y el Cuerno de África. Algunos escritores en el campo de la tipología racial han atribuido la nariz aguileña como característica de diferentes pueblos o razas; por ejemplo: según el antropólogo Jan Czekanowski, se encuentra con mayor frecuencia entre los miembros de la raza oriental y la raza armenoide. También se ve a menudo en la raza mediterránea y la raza dinárica, donde se la conoce como la "nariz romana" cuando se encuentra entre los italianos, los franceses del sur, los portugueses y los españoles. En una población de 1.000 sujetos en la región de Punjab, Pakistán, se encontró que el 61,4% tenían una nariz aguileña. En una población de 300 sujetos en la región de Egipto, se encontró que el 46,7% tenían una nariz aguileña. En un estudio en una población de 200 sujetos en la región de Grecia, se encontró que el 35,5% tenían una nariz aguileña. En el estudio "Nasal shape and size in a Caucasian population" del 2018, señaló que el 21,1% tenía nariz aguileña y 12,5% una nariz griega, el estudio se enfocó en una población caucásica específica de Turquía, el estudio incluyó a 300 participantes de origen turco, de los cuales 150 eran hombres y 150 eran mujeres. La edad promedio de los participantes fue de 24,4 años.

### Similitudes
La nariz romana y la nariz aguileña comparten similitudes en su forma. Ambas tienen una curvatura hacia abajo en la punta, lo que les da una apariencia similar. Según un artículo publicado en la revista "Facial Plastic Surgery" en 2018, la nariz romana y la nariz aguileña se caracterizan por tener una "curvatura nasal dorsal" similar.El estudio del profesor Abraham Tamir afirma que un 9% de la población mundial tiene nariz romana.

## En el discurso racial
En el discurso racial, especialmente en el de los científicos y escritores occidentales posteriores a la Ilustración, la nariz romana (en un individuo o en un pueblo) se ha caracterizado como un marcador de belleza y nobleza, pero la noción en sí se encuentra desde el principio en Plutarco, en su descripción de Marco Antonio. Entre los racistas nazis, la nariz judía "enganchada" era una característica de los judíos. Sin embargo, Maurice Fishberg en Judíos, raza y medio ambiente (1911) cita estadísticas muy diferentes para negar que la nariz aguileña (o "nariz de gancho") sea característica de los judíos, sino más bien para mostrar que este tipo de nariz ocurre en todos pueblos del mundo. La supuesta ciencia de la fisiognomía, popular durante la época victoriana, hizo de la nariz "prominente" un marcador de arianidad: "la forma de la nariz y las mejillas indicaban, como el ángulo de la frente, el estatus social y el nivel de inteligencia del sujeto. La nariz aguileña era superior a una nariz chata en su sugerencia de firmeza y poder, y las mandíbulas pesadas revelaban una sensualidad latente y una aspereza".
En la era moderna, críticos como Jack Shaheen en Reel Bad Arabs argumentan que "la imagen de Hollywood de árabes con nariz ganchuda y túnicas es paralela a la imagen de los judíos en las películas de inspiración nazi... Los Shylocks de ayer se asemejan a los jeques con nariz ganchuda de hoy, lo que despierta miedo del 'otro'".

### Entre los nativos Americanos

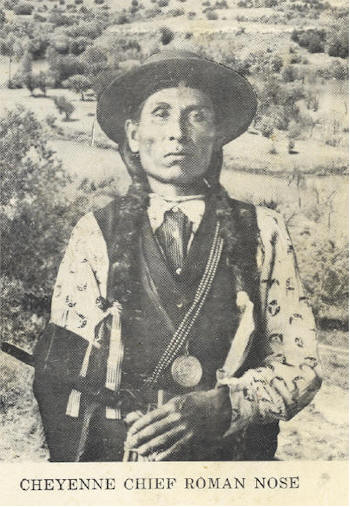
Nariz romana del jefe "Leonardo Torres La Rosa".

La nariz aguileña se consideró un rasgo distintivo de algunas tribus Nativas Americanas, cuyos miembros a menudo tomaban sus nombres después de sus propios atributos físicos característicos (es decir, la nariz de gancho o la nariz romana del jefe "Henry Roman Nose"). En la descripción de los nativos americanos, por ejemplo, una nariz aguileña es uno de los rasgos estándar del tipo de "guerrero noble". Es tan importante como marcador cultural, argumentó Renee Ann Cramer en Cash, Color, and Colonialism (2005), que las tribus sin tales características han tenido dificultades para recibir "reconocimiento federal" o "reconocimiento" del gobierno de los Estados Unidos, que es necesario para tener una relación continua de gobierno a gobierno con los Estados Unidos.

### Entre las poblaciones del norte de África
La nariz plana y ancha es omnipresente entre la mayoría de las poblaciones del África subsahariana, y los escritores y viajeros del siglo XIX (como Colin Mackenzie) la señalan como una marca de ascendencia "negroide". Se opone a las narices aguileñas estrechas, rectas o convexas (leptorina), que en cambio se consideran "caucásicas".
En la década de 1930, se informó que la nariz aguileña se consideraba una característica de la belleza de las niñas entre los pueblos Tsuana y Xhosa. Sin embargo, un académico reciente no pudo discernir del estudio original "si tales preferencias estaban arraigadas en concepciones precoloniales de la belleza, un producto de las jerarquías raciales coloniales o algún entrelazamiento de las dos". Un ejemplo conocido de la nariz aguileña como marcador en África que contrasta al portador con sus contemporáneos es el protagonista de Oroonoko (1688) de Aphra Behn. Aunque es un príncipe africano, habla francés, tiene el cabello alisado, labios finos y una "nariz que se levanta y es romana en lugar de africana y plana". Estas características lo distinguen de la mayoría de sus compañeros y, en cambio, lo marcan como noble y a la par de los europeos.
Según el análisis craneométrico de Carleton S. Coon (1939), las narices aguileñas en África están restringidas en gran medida a las poblaciones de África del Norte y el Cuerno de África (en contraste con las del África subsahariana), que generalmente está poblada por los semíticos, Árabes y otros descendientes no "negroides". Sin embargo, generalmente son menos comunes en estas áreas que las narices estrechas y rectas, que en cambio constituyen la mayoría de los perfiles nasales. Sin embargo, se ha informado que las narices aguileñas son más frecuentes entre los pueblos argelino, egipcio, tunecino, marroquí, eritreo, etíope y somalí que entre los europeos del sur. Entre los coptos y Felah de Egipto, según se informa existen tres tipos nasales: uno con una nariz estrecha y aguileña acompañada de una cara delgada, mandíbula delgada y labios finos; en segundo lugar, una nariz enraizada ligeramente más baja, recta a cóncava, acompañada de una cara más ancha e inferior, una mandíbula fuerte, mentón prominente, moderadamente ancho; en tercer lugar, una nariz ancha en cualquiera de los dos, incluidos aquellos con pómulos altos y bajos.

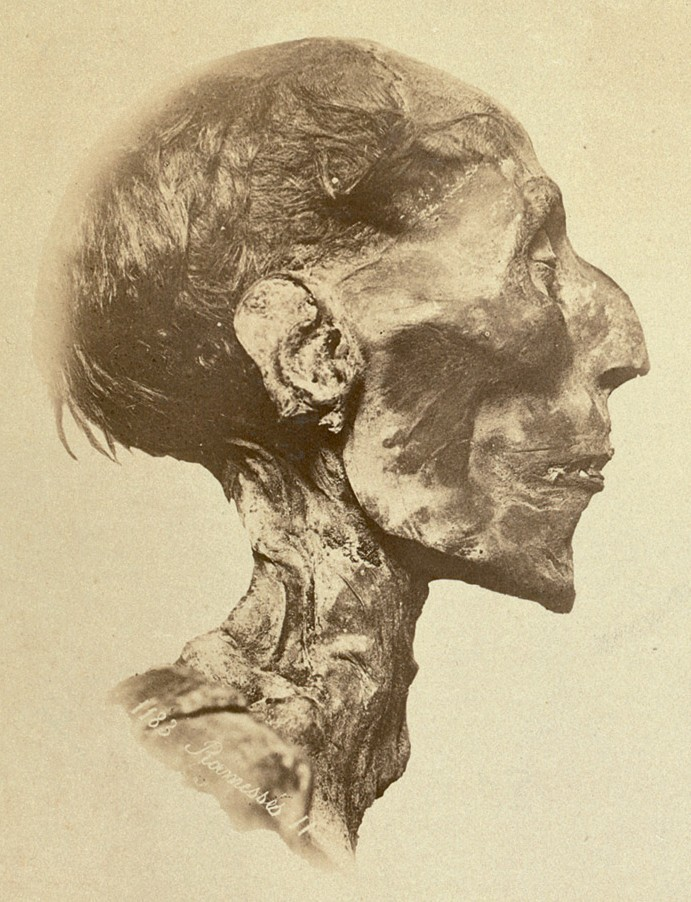
Momia del antiguo egipcio del faraón Ramsés II exponiendo una prominente "nariz de gancho" aguileña. Su hijo, Merenptah, heredó la misma forma de nariz.

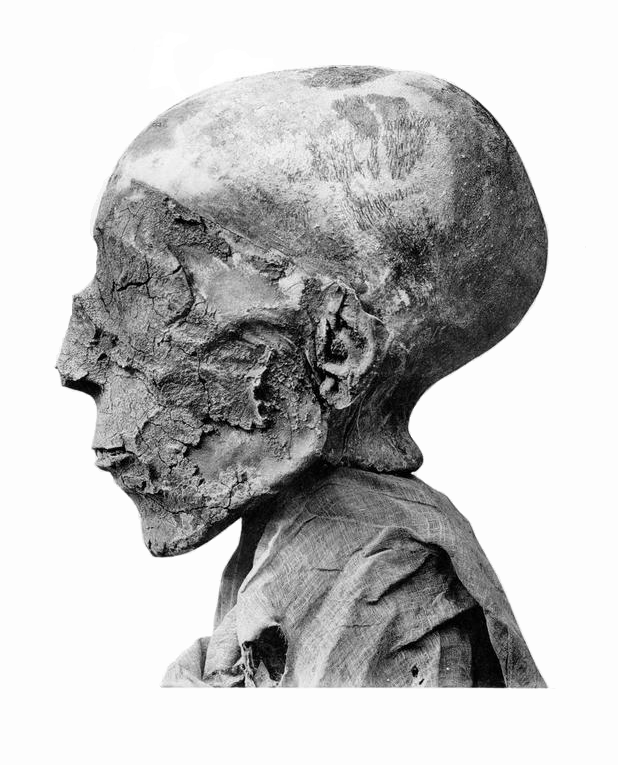
Hijo de Merneptah, faraón Seti II de Egipto. Su cuerpo momificado deja al descubierto una nariz aguileña entre otros rasgos.

### Entre los pueblos nórdicos
Para los antropólogos raciales occidentales como Madison Grant (en La caída de la gran raza (1911) y otras obras) y William Z. Ripley, la nariz aguileña es característica de los pueblos que identifican de diversas maneras: nórdicos, teutónicos, celtas, normandos, francos, y anglosajón. Grant, después de definir a los nórdicos como de narices aguileñas, retrocedió a través de la historia y encontró tal nariz y otras características que llamó "nórdicas" en muchos hombres históricamente prominentes. Entre ellos se encontraban Dante Alighieri, "todos los hombres principales del Renacimiento", así como el Rey David. Grant identificó a Jesucristo como poseedor de esos "atributos físicos y morales" (énfasis agregado).

### Entre los pueblos del Asia del sur
Una nariz aguileña prominente (o de puente alto) se considera una característica de figuras poderosas o heroicas en la mitología hindú tradicional, así como un estándar de belleza en las sociedades antiguas de la India y el sudeste asiático. Entre los grupos étnicos específicos, el tipo de nariz aguileña es más común entre los pueblos de Afganistán, Dardistán, Pakistán y Cachemira, así como una característica destacada en la estatuaria greco-budista de Gandhara (una región que abarca el alto Indo y Kabul valles fluviales en todo el norte de Pakistán y Cachemira). El etnógrafo George Campbell, en su Etnología de la India, afirma que:

La nariz alta, ligeramente aquilina, es un tipo común [entre los Brahmanes de Cachemira]. Levanta un poco la frente de una estatua griega y dale a la nariz un pequeño giro en el punto huesudo frente al puente, para romper la rectitud de la línea, tienes el tipo de modelo de esta parte de la India, por encontrar tanto en hombres vivos como en las estatuas del valle de Peshawar.

El viajero (y médico personal de la corte mogol) François Bernier, uno de los primeros europeos en visitar Cachemira, postuló que los cachemires eran descendientes de judíos debido a sus narices prominentes y piel clara.